# ГЕС Уду
ГЕС Уду (武都水电站) — гідроелектростанція у центральній частині Китаю в провінції Сичуань. Входить до складу каскаду на річці Фуцзян, правій притоці Цзялін (великий лівий доплив Янцзи).
В межах проекту річку перекрили греблею із ущільненого котком бетону висотою 121 метр та довжиною 631 метр, яка потребувала 1,58 млн м3 матеріалу. Вона утримує велике водосховище з об'ємом 559 млн м3, із яких корисний об'єм становить 355 млн м3.
Пригреблевий машинний зал обладнали трьома турбінами типу Френсіс потужністю по 50 МВт, які забезпечують виробництво 610 млн кВт-год електроенергії на рік.
Видача продукції відбувається по ЛЕП, розрахованій на роботу під напругою 220 кВ.